# Fourmi sans reine
Les fourmis sans reine sont une particularité concernant 100 à 150 espèces de fourmis, soit 1 % des 12 000 espèces de fourmis recensées. Chez ces espèces, il n’y a pas de reine et une ou plusieurs ouvrières se reproduisent, ce qui engendre de la concurrence. Dans ce cas, les causes potentielles de conflits sont beaucoup plus importantes que chez les espèces classiques. Le privilège de la reproduction est le fruit d’une organisation hiérarchique, dans laquelle la ou les gamergate(s), ouvrières capables de se reproduire, dominent la colonie. Leur privilège reproductif pourra être remis en cause par des rivales au cours de joutes phéromonales et d’agressions ritualisées.
C'est en 1981 que le myrmécologue Christian Peeters décrit une de ces colonies pour la première fois. En 1988, à l'aide de son collègue Thibaud Monnin, il étudie précisément l'espèce Dinoponera quadriceps.
On peut citer plusieurs espèces classées dans la sous-famille des Ponerinae :
- Dinoponera quadriceps ;
- Diacamma ceylonense[3] ;
- Streblognathus peetersi ;
- Streblognathus aethiopicus ;

et dans celle des Ectatomminae : Gnamptogenys striatula.